# المجمع المقدس (مصر)
المَجْمع المقدس هو الهيئة الأعلى داخل الكنيسة الأرثوذكسية ويرأسها في مصر البابا تواضروس الثاني الكرازة المرقسية. يجتمع مرة كل سنة لمدة أسبوع من أجل مناقشة الأوضاع التشريعية والكهنوتية واللاهوتية، ويضم 6 لجان أو يزيد. ويقوم أحياناً بأدوار ذات طبع اجتماعي أو سياسي، فيجتمع بدعوة من بابا الكنيسة أثناء الأزمات، ليعطي رأيه في الحدث - لكن جوهر عمله غير سياسي.

## الوظائف
له 3 وظائف رئيسية:
- السلطة الكهنوتية العليا لكل أتباع الكنيسة.
- السلطة التشريعية العليا في الكنيسة - يسنّ قوانين ملزمة لها بما يتوافق مع احتياجاتها الجديدة.
- المسؤول الأعلى داخل الكنيسة عن الإيمان والعقيدة، يفسّر قواعدها في المسيحية كما يتفق. فهو المرجع الأول في الطقوس الكنسية.

## العضوية
عدد الأعضاء غير ثابت، وبه تقريباً بين 80 و100 عضو حالياً. والفئات الذي يمثلها متفق عليها، فيضم كبار الأساقفة (أعلى مراتب الكنيسة الأرثوذكسية) والمطارنة الذين يرأسوا المطرانيات في أنحاء البلاد، ورؤساء الأديرة، وأسقفة الإبراشيات، ونواب البابا، وممثلين للكنائس الأخرى التي لها صلة شراكة مع الكنيسة الأرثوذكسية المصرية.

## مصدر
1. 1 2 3  كلمة ومعنى - د. ضياء رشوان: المجمع المقدس على يوتيوبعلى قناة أون تي في - البث 13-11-2011 - الولوج 6-12-2011